# 1096
1096. је била проста година.

## Догађаји
- Почео поход феудалаца у оквиру Првог крсташког рата.
- 8. мај — Француски крсташи предвођени Валтером без Земље улазе у Угарску, без инцидената стижу до Семлина, а код Београда прелазе Саву на византијску територију. У међувремену, Валтер захтева храну, али му је одбијен улазак, а крсташи су приморани да пљачкају села. На крају је Валтеру дозвољено да настави у Ниш, где му је обезбеђена храна.
- 18. мај — Око 800 Јевреја је убијено у Вормсу током Првог крсташког рата.
- 4. јул — Инцидент у Нишу
- август/септембар — Опсада Херигордона
- 21. октобар — Селџучка војска Килиџ Арслана је уништила војску сељака-крсташа на њеном путу ка Никеји.

## Рођења
- 15. јануар — Теодора Комнина Анђелина, византијска принцеза
- 31. децембар — Ел Амир, фатимидски калиф (у. 1130)

## Смрти
- 21. октобар — Валтер без Земље, француски вођа Првог крсташког похода